# 茨瓦纳人
茨瓦纳人（單數作）是南部非洲一個說班图语的族裔。茨瓦纳语是索托-茨瓦納語群組的主要成員。茨瓦納人是波札那人口的主要成員，按2011年的統計數字，茨瓦納人佔波札那人口的85%。
茨瓦納人是波札那東部和南部、以及南非豪登省、西北省、北開普省和多個省份的原住民。他們主要分布在奥兰治河以北的内陆高原和龍山山脈的西部。
茨瓦纳是博茨瓦纳的主体民族，博茨瓦纳国名就来自于茨瓦纳人的称呼。有自己的民族语茨瓦纳语。内部分为恩瓜托人、恩瓜克策人、奎纳人、塔瓦纳人、加特拉人、罗隆人和特拉平人七大支系。茨瓦纳人在最大支系恩瓜托人的酋长卡马领导下对殖民者展开反抗，最终在1966年获得独立，建立博茨瓦纳共和国。